# Trichacis nosferatus
Trichacis nosferatus är en stekelart som beskrevs av Peter Neerup Buhl 1997. Trichacis nosferatus ingår i släktet Trichacis och familjen gallmyggesteklar. Inga underarter finns listade i Catalogue of Life.